# Clifford Husbands
Clifford Husbands (ur. 5 sierpnia 1926, zm. 11 października 2017 w St. James) – barbadoski prawnik i polityk, gubernator generalny tego kraju w latach 1996–2011.
Od 1952 prowadził praktykę adwokacką. W 1976 został powołany w skład Sądu Najwyższego, zaś 20 lat później królowa Elżbieta II mianowała go swoim przedstawicielem na wyspie.
31 października 2011 zrezygnował ze stanowiska  gubernatora generalnego. Jego obowiązki następnego dnia przejął Elliot Belgrave.